# Крістобаль Вака де Кастро
Кристобаль Вáка де Кастро (ісп. Cristóbal Vaca de Castro; близько 1492, Ісагре, Леон, Іспанія — 1566, Вальядолід, Іспанія) — іспанський колоніальний чиновник, губернатор Перу.

## Раннє життя
Вака де Кастро народився в іспанській родині, його батьком був Гарсія Діас де Кастро, а матір'ю — Гіомар Кабеса де Вака. Він здобув юридичну освіту в університеті Саламанки. Одружився він з Магдаленою Кіньонес і Осоріо, у них народилося вісім дітей. У 1536 році Вака де Кастро був призначений на посаду судді в королівській аудієнції Вальядоліда. 9 вересня 1540 року він був прийнятий в лицарі ордена Сантьяго.

## Шлях до Перу
У 1540 році іспанський король Карлос V направив Крістобаля Вака де Кастро до Перу з місією примирення між двома угрупованнями конкістадорів Гонсало Пісарро та Дієго де Альмагро молодшого. Конфлікт між ними розгорівся з новою силою після смерті Дієго де Альмагро старшого. Вака де Кастро мав репутацію розумної та проникливої, і в той же час хороброї людини. Його посада називалася спеціальний слідчий, і він був уповноважений очолити уряд Перу у разі смерті Франсіско Пісарро. Додатково йому було доручено відвідати фортеці острова Еспаньйола та Сан-Хуан, а також провести реформу Панамської аудиторії під час його президентства. З метою надання вищого статусу імператор почав його іменувати Сантьяго і включив його до складу Королівської та Вищої ради Кастилії.
5 листопада 1540 року Вака де Кастро відплив з Санлукара-де-Баррамеда і прибув до Панами в січні 1541 року. Під час свого перебування у Панамі він очолював місцеву королівську аудієнцію. Під час подорожі до Перу, через погану погоду, змушений був висадитися в Буенавентурі (на території сучасної Колумбії), звідти він вирушив сухопутним шляхом до Калі, де змушений був затриматися на ще три місяці через хворобу. Під час перебування в Калі де Кастро був посередником у суперечці, що виникла між двома впливовими конкістадорами Себастьяном де Белалькасаром та Паскуалем де Андагоя.

## Губернатор Перу
У Попаяні він дізнався про вбивство Франсіско Пісарро та обрання Дієго де Альмагро Молодшого на посаду губернатора у червні 1541 року. Крістобаль Вака де Кастро мав позбавити узурпації влади в колонії Дієго де Альмагро молодшим. 25 вересня 1541 року він прибув до Кіто, де об'єднав під своєю владою всі роялістські сили. Потім вирушив до Портовієхо, П'юра, Трухільйо, Вайлас та Ваура, де він об'єднав свої сили з маршалом Алонсо де Альварадо та капітаном Педро Альваресом Ольгіном.
7 серпня 1542 року Крістобаль Вака де Кастро урочисто увійшов до Ліми, де продовжував готуватися до виходу і боротися з альмагристами, що відступили в гори. Потім він переїхав до Яухи, де перебували більшість солдатів (близько 700), вірних королю. Перед усіма ними Вака де Кастро проголосив себе губернатором Перу та генерал-капітаном армії.
Він негайно рушив на південь, до Ваманги, щоб запобігти захопленню цієї території силами Альмагро, який прибув із Куско з загоном у складі 500 солдатів та потужною артилерією. Після обміну листами з лідером повстанців, який ні до чого не привів, він розташував свої сили на рівнині Чупас, на південь від Ваманги. 16 вересня 1542 року Крістобаль Вака де Кастро завдав поразки бунтівному Альмагро. Той намагався втекти після поразки, але був захоплений у полон. Під тиском клану Пісарро Альмагро незабаром був страчений.
Після перемоги над «Альмагрістою» Вака де Кастро видав кілька заходів, щоб винагородити лояльність переможців та створити реглярний уряд Імперського міста.
Зайнявши посаду губернатора Перу, Вака де Кастро зібрав сильну армію, підтриману Франсіско де Карвахалем, У 1542 році в Перу були введені нові закони, направлені на викорінення бездумної та жорстокої експлуатації індіанців. Згідно з цими законами мала бути реформована система енком'єнду і зрештою скасована зовсім. Нові закони обурили конкістадорів «першої хвилі», які звикли збагачуватися рахунок нещадної експлуатації корінного населення Перу. Гонсало Пісарро разом з іншими незадоволеними конкістадорами підняв повстання, Вака де Кастро був змушений призупинити впровадження нових законів та терпіти непокору Пісарро, сконцентрувавшись на покращенні інфраструктури в колонії.
У 1543 році Крістобаль Вака де Кастро направив експедицію з 200 іспанців на чолі з Дієго де Рохасом для дослідження Ріо-де-ла-Плати.

## Повернення до Іспанії
У 1544 році до Перу прибув перший віце-король Перу Бласко Нуньєс Вела, який був незадоволений діями Вака де Кастро. Тому звинуватив його в потуранні бунтівнику Гонсало Пісарро і ув'язнив колишнього губернатора до в'язниці в Кальяо. Після цього Крістобаль Вака де Кастро був відправлений під вартою до Іспанії, де також перебував у в'язниці за звинуваченням у незаконному збагаченні. Основними доказами звинувачення були листи Бласко Нуньєса Вела, а також його листування з дружиною, яке супроводжувалося надсиланням скарбів та грошей, накопичених під час його перебування у Новому Світі. Після десяти років ув'язнення всі звинувачення було з нього знято. Король Філіп II надав Крістобалю Вака де Кастро місце в Раді Кастилії 8 жовтня 1556 року і наказав виплатити належні йому суми з 20 травня 1545 року. Пізніше його було здійснено командорами Ордену Сантьяго, також він перебував на посаді голови Ради Кастилії в 1557 -1561 роках.
Наприкінці життя Крістобаль Вака де Кастро відійшов від державних справ і оселився в монастирі Святого Августина у Вальядоліді, де й помер 1566 року.